# Ned Zelić
Ned Zelić, född 4 juli 1971, är en australisk före detta fotbollsspelare.
Ned Zelić spelade 32 landskamper för det australiska landslaget. Han deltog bland annat i Fifa Confederations Cup 1997.